# Extension séparable
En mathématiques, et plus spécifiquement en algèbre, une extension L d'un corps K est dite séparable si elle est algébrique et si le polynôme minimal de tout élément de L n'admet que des  racines simples (dans une clôture algébrique de K).
La séparabilité est une des propriétés des extensions de Galois. Toute extension finie séparable satisfait le théorème de l'élément primitif.
Les corps dont toutes les extensions algébriques sont séparables (c'est-à-dire les corps parfaits) sont nombreux. On y trouve par exemple les corps finis ainsi que les corps de caractéristique nulle, parmi lesquels les corps des rationnels, des réels et des complexes.

## Remarques préliminaires
Le groupe des automorphismes d'une extension est un puissant outil d'analyse d'une extension algébrique. Il est particulièrement efficace si le nombre de racines du polynôme minimal est toujours égal à son degré. Cette propriété est toujours vérifiée si le corps initial est de caractéristique nulle ou si le corps est fini. On parle alors du groupe de Galois. En revanche, cette propriété n'est pas vraie sur tous les corps, la théorie de Galois qui est l'étude des extensions algébriques demande pour la démonstration de l'essentiel des théorèmes la séparabilité.
La première conséquence de la séparabilité est le théorème de l'élément primitif. Si une extension finie L sur un corps K est séparable alors il existe un élément a de L de polynôme minimal P(X) sur K tel que L soit le corps de rupture de P(X). Cela signifie que L est égal à K[a] ou encore que L est une extension simple.
Dans le cas où l'extension est finie et séparable, il existe autant de K-homomorphismes de L dans une clôture algébrique que le degré de l'extension. Si de plus ces homomorphismes laissent stable l'extension, on dit que c'est une extension de Galois. C'est le contexte initial de la théorie de Galois.

## Définitions et premiers exemples
Dans la suite de l'article, K désigne un corps, L une extension algébrique, P(X) un polynôme formel à coefficients dans K et a un élément de L. Ω désigne la clôture algébrique de K. Dans cet article, toute extension est identifiée à un sous-corps de Ω. Cette identification est licite, d'après le paragraphe sur la clôture algébrique.
- P(X) est séparable si, dans Ω où il est scindé, il possède autant de racines distinctes que son degré. Le polynôme est donc sans racine multiple.
- a est séparable sur K si son polynôme minimal sur K est séparable.
- L est séparable sur K si tous ses éléments le sont.
- K est un corps parfait si toutes ses extensions algébriques sont séparables, autrement dit : si tous les polynômes irréductibles de K[X] sont séparables.

Le polynôme X3 – 2 sur le corps des nombres rationnels est séparable. En effet, il possède trois racines, une réelle — la racine cubique de deux — et deux complexes conjuguées entre elles. Les trois racines sont distinctes. De manière générale sur les nombres rationnels, tout polynôme irréductible est séparable.
En revanche, en caractéristique non nulle p (un nombre premier), tous les polynômes irréductibles ne sont pas séparables. Considérons L = Fp(X) le corps des fractions rationnelles sur le corps fini de cardinal p, K le sous-corps Fp(Xp), et le polynôme irréductible P(Y) = Yp – Xp de K[Y]. Alors l'élément X de L est racine multiple (d'ordre p) de P(Y), qui n'est donc pas séparable.
D'après la définition, une extension algébrique est séparable si et seulement si toutes ses sous-extensions finies sont séparables.

## Critères de séparabilité des polynômes
Vu les définitions ci-dessus, l'analyse de la séparabilité d'une extension revient à l'analyse des propriétés des polynômes sur K. Il apparaît alors nécessaire d'établir des critères de séparabilité d'un polynôme. Il en existe un particulièrement simple :

Un polynôme est séparable si et seulement si lui et sa dérivée formelle sont premiers entre eux.
Cette proposition implique le corollaire suivant :

Un polynôme irréductible est séparable si et seulement si sa dérivée formelle n'est pas nulle.
Ce corollaire permet de montrer simplement qu'en caractéristique nulle, tous les polynômes irréductibles sont séparables, autrement dit tous les corps sont parfaits (cf paragraphe suivant). En caractéristique non nulle p (un nombre premier), ce n'est plus le cas, mais il existe pour les polynômes irréductibles un critère de séparabilité :

Sur un corps K de caractéristique p > 0, un polynôme irréductible P(X) est séparable si et seulement s'il n'existe pas de polynôme Q(X) dans K[X] tel que P(X) soit égal à Q(Xp).

## Critères de séparabilité des extensions de corps

### Corps parfaits
Le paragraphe précédent permet de démontrer simplement que certains corps sont parfaits : les deux propriétés suivantes sont démontrées dans l'article détaillé.

Tout corps de caractéristique nulle est parfait.
Par exemple les trois corps les plus usuels — les rationnels, les réels et les complexes — sont parfaits.
Dans le cas où la caractéristique de K est égale à p > 0, le corps K est parfait si et seulement si tout élément de K possède une racine p-ième. En particulier :

Tout corps fini est parfait.

### Morphisme dans la clôture algébrique
L'un des intérêts essentiels de la notion de séparabilité provient du nombre de prolongements des morphismes d'un corps K dans Ω à une extension L de K. La définition suivante permet de ramener ce nombre à celui des extensions du morphisme identité à L.

Le degré séparable de L sur K, noté [L:K]s, est le nombre de prolongements à L du morphisme d'inclusion de K dans Ω.
Cette notion peut être utilisée pour prouver le théorème de l'élément primitif, et pour de nombreuses propriétés des extensions galoisiennes. L'unique cas traité ici est celui où L est une extension finie. Une telle extension vérifie toujours :
1. pour tout morphisme f de K dans Ω, le nombre de morphismes de L dans Ω qui prolongent f est égal à [L:K]s ;
2. pour tout corps intermédiaire F (K ⊂ F ⊂ L), [L:K]s = [L:F]s[F:K]s ;
3. 1 ≤ [L:K]s ≤ [L:K].

Les propriétés 1 et 3 se démontrent facilement dans le cas où l'extension est simple ; la propriété 2 est utile pour étendre la 3 au cas général. En affinant la démonstration, on obtient :

[L:K]s = [L:K]⇔ l'extension est séparable ⇔ L est engendré sur K par une famille d'éléments séparables.
On en déduit immédiatement le corollaire suivant :

Soit L une extension algébrique de K et M une extension algébrique de L. Alors M est séparable sur K si et seulement si M est séparable sur L et L est séparable sur K.

### Élément primitif
En combinant la dernière propriété du paragraphe précédent avec le théorème de l'élément primitif, on obtient un autre critère de séparabilité  des extensions finies :

Une extension finie L de K est séparable si et seulement si elle est engendrée sur K par un élément primitif séparable.
En particulier, toute extension finie d'un corps parfait est simple.

### Forme trace
Il existe un critère nécessaire et suffisant pour qu'une extension finie soit séparable, elle utilise la forme trace, une forme bilinéaire de L. Soit φ l'application qui à a associe l'endomorphisme φa de L défini par : pour tout élément x de L, φa(x) = ax. La forme trace associe à deux éléments a et b de L la trace de l'endomorphisme φab.

L'extension L est séparable sur K si et seulement si la forme trace est non dégénérée.

## Généralisation aux extensions transcendantes
Soit L une extension de K non-nécessairement algébrique (par exemple un corps de fonctions). On dit que l'extension L/K est séparable si pour toute K-algèbre réduite A, le produit tensoriel A⊗KL est une algèbre réduite. Si L est algébrique sur K, cette définition coïncide avec la définition usuelle.
Si K est  un corps parfait (par exemple de caractéristique nulle ou de cardinal fini) , toute extension de K est séparable.
Critère : si E est une extension parfaite de K (par exemple une clôture algébrique de K), alors une extension L de K est séparable si et seulement si E⊗KL est un anneau réduit.
Critère de Mac Lane : l'extension L/K est séparable si et seulement si elle est linéairement disjointe de toute sous-extension radicielle finie de E, de hauteur  au plus 1.
Si M est une extension séparable de L et que celle-ci est séparable sur K, alors M est séparable sur K.
Toute sous-extension d'une extension séparable est séparable.
Attention :  une extension séparable M/K n'est en général pas séparable sur une sous-extension L sauf quand celle-ci est algébrique sur K.
Une extension algébrique séparable d'une extension transcendante pure est séparable. La réciproque est partiellement vraie : toute extension séparable de type fini est une extension finie séparable d'une extension transcendante pure K(T1, … ,Tn). Cette réciproque est fausse pour les extensions non de type fini.

## Note
1. ↑  Adaptées de Serge Lang, Algèbre [détail des éditions].
2. ↑  Bourbaki 1981, V,  §15, n°4, Corollaire 1.